# Jerry Sanders
Jerry Sanders (William Jeremiah Sanders III), va ser comercial de Fairchild Semiconductor durant els anys 60, després de treballar a Douglas Aircraft Company i Motorola. Com a part de Fairchild, a final de 1969 es va escindir i van formar AMD.
Durant el 1982 va protagonitzar un duel amb Intel quan va aconseguir establir AMD com a segona font de processadors per IBM quan aquesta empresa va decidir obrir-se a nous proveïdors per millorar la competitivitat dels seus productes.